# Допита, Иржи
И́ржи До́пита (чеш. Jiří Dopita; род. 2 декабря 1968, Шумперк) — чешский хоккеист, центральный нападающий. Известен по выступлениям в чешской Экстралиге, в НХЛ играл за «Филадельфию Флайерз» и «Эдмонтон Ойлерз». В 1998 году завоевал титул олимпийского чемпиона.

## Игровая карьера
Иржи Допита является воспитанником клуба «Оломоуц». В сезоне 1987/88 дебютировал в чехословацком чемпионате.
В 1992 году был выбран в 6-м раунде драфта НХЛ командой «Бостон Брюинз», но ни разу не сыграл за время владения клубом правами на игрока. В 1993 году Допита дебютировал в немецкой хоккейной лиге за клуб «Айсберен Берлин» (набирал более очка за матч в среднем), в сезоне 1995/96 вернулся в Чехию, где выступал за клуб «Всетин». За шесть сезонов набрал 315 очков и снова был выбран на драфте НХЛ 1998 года в 5-м раунде под 123-м номером уже клубом «Нью-Йорк Айлендерс», но опять отказался играть за команду. В 1999 году его в третий раз выбрали на драфте в 5-м раунде, права на игрока приобрёл клуб «Флорида Пантерз».
В конце 1990-х многие издания (в том числе «Hockey News») признавали Допиту лучшим игроком за пределами НХЛ. В 1998 году он завоевал олимпийское золото в составе сборной Чехии, а в 2001 году стал лучшим игроком страны — впервые с 1994 года этот титул достался не игроку из НХЛ (последним был Роман Турек). В том же году его права во втором раунде драфта НХЛ передали «Филадельфии Флайерз», что вынудило Допиту переехать в НХЛ и последовать примеру Романа Чехманека. Однако из-за травмы колена он провёл всего 52 матча за «лётчиков», а затем был продан в «Эдмонтон Ойлерз», где сыграл в 21 матче и набрал всего 6 очков. Не закрепившись в НХЛ, Допита вернулся в Чехию, в клуб «Пардубице», где его средняя результативность за матч впервые упала ниже одного очка в среднем. В сезоне 2005/06 он стал игроком «Зноймо». 5 мая 2006 года Допита стал совладельцем клуба «Оломоуц», в котором в 2013 году завершил свою карьеру. В настоящее время является главным тренером «Всетина».
В составе сборной — трижды чемпион мира (1996, 2000, 2001), чемпион Олимпийских игр 1998 года. В 2000 году попал в символическую сборную чемпионата мира. В 2004 году играл на Кубке мира по хоккею с шайбой.
4 ноября 2008 года был принят в зал славы чешского хоккея.

## Достижения

### Клубные
- Чемпион Чехии: 1994, 1996, 1997, 1998, 1999, 2001, 2005
- Серебряный призёр чемпионата Чехии: 2000
- Бронзовый призёр чемпионата Чехии: 2006

### В сборной
- Олимпийский чемпион: 1998
- Чемпион мира: 1996, 2000, 2001
- Бронзовый призёр чемпионата мира: 1997, 1998

### Личные
- Приз «Золотая клюшка»: 2001
- Самый ценный игрок Чешской экстралиги по итогам регулярного сезона: 1997, 1998, 1999, 2001
- Самый ценный игрок Чешской экстралиги по итогам плей-офф: 1994, 1996, 1998, 2001
- Лучший бомбардир Чешской экстралиги по голам: 1997, 2000
- Лучший бомбардир плей-офф Чешской экстралиги по очкам: 1996, 2001
- Лучший бомбардир плей-офф Чешской экстралиги по голам: 1996, 1997, 1998
- Лучший бомбардир Немецкой хоккейной лиги по очкам: 1995

## Статистика
- Чемпионат Чехии (Чехословакии) — 888 игр, 786 (339+447) очков
- Сборная Чехии (Чехословакии) — 152 игры, 44 шайбы
- Чемпионат Германии — 99 игр, 135 (62+73) очков
- НХЛ — 73 игры, 33 (12+21) очка
- Евролига — 13 игр, 12 (4+8) очков
- Кубок Шпенглера — 4 игры, 5 (4+1) очков
- Всего за карьеру в сборной и клубах — 1229 игр, 465 шайб